# Djimo
Djimo est un humoriste et acteur français, né le 30 juin 1990 à Limoges.

## Biographie
D’abord éducateur spécialisé, le jeune comédien d'origine guinéenne s’installe à Paris en 2015. D’après le journal Le Parisien « Djimo os goût. » « Au début, je faisais comme les autres, je fonctionnais à l'énergie, mais ce n'était pas moi, confie-t-il. J'ai mis trois ans pour trouver mon personnage. »
Après être passé par le Jamel Comedy Club et avoir été repéré dans les vidéos du blogueur vidéo Norman, Djimo s’exerce au Paname Art Café, qui accueille des humoristes. L’année 2018 est celle de la révélation pour ce Limougeaud d'alors 27 ans. En février 2018, il présente son spectacle « A 100 %... ou presque ! » dans la salle parisienne du Point Virgule. Il remporte le Grand Prix du Festival d'humour de Paris. Il fait un passage au festival Montreux Comedy Festival.  
Il débute dans le cinéma avec la comédie Rendez-vous chez les Malawas (2019) de James Huth. 
En 2019, l’humoriste devient chroniqueur de l’émission Clique TV présentée par Mouloud Achour sur Canal +. Djimo intervient d’abord sur la rubrique « Pestacle ». En 2020, il anime dans la même émission la rubrique « Djimo prend son temps ». Il présente son nouveau spectacle éponyme à l’Apollo Théâtre à Paris. Son spectacle est remarqué par le magazine Télérama. 
Début 2020, il présente son spectacle mis en scène par Ismaël Sy Savané au Splendid, lieu historique du théâtre de comédie à Paris.
En 2021, il est à l'affiche du film d'action Le Dernier mercenaire avec Jean-Claude Van Damme, sorti sur Netflix. La même année, l'humoriste est à l'affiche du film Les Méchants aux côtés de Roman Frayssinet. Djimo remontera ensuite sur scène à partir du 14 octobre au théâtre de la Tour Eiffel.

## Affaire judiciaire
En avril 2024, Djimo et Lenny M’Bunga sont visés par une information judiciaire pour viol commis en réunion sur la comédienne Élise Vigné[réf. nécessaire]. Selon le témoignage d'Élise Vigné, en 2015 après une soirée arrosée, Lenny M'Bunga et Djimo sont invités chez elle. Lenny M'Bunga et Élise ont un rapport sexuel consenti, et la comédienne affirme qu'après ce rapport, Djimo est venu pour abuser d'elle. Djimo et Lenny M'Bunga nient ces accusations.

## Filmographie

### Cinéma
- 2019 : Rendez-vous chez les Malawas de James Huth
- 2021 : Le Dernier Mercenaire de David Charhon
- 2021 : Les Méchants de Mouloud Achour et Dominique Baumard
- 2022 : Placés de Nessim Chikhaoui
- 2022 : Ima de Nils Tavernier
- 2022 : Loin du périph de Louis Leterrier
- 2022 : Tous Inconnus de Nicolas Hourès
- 2025 : Quatre Zéros de Fabien Onteniente
- 2025 : Le Grand Déplacement de Jean-Pascal Zadi

### Télévision
- 2024 : Fiasco (série Netflix) d'Igor Gotesman et Pierre Niney[7] :